# Vrije nieuwsgaring

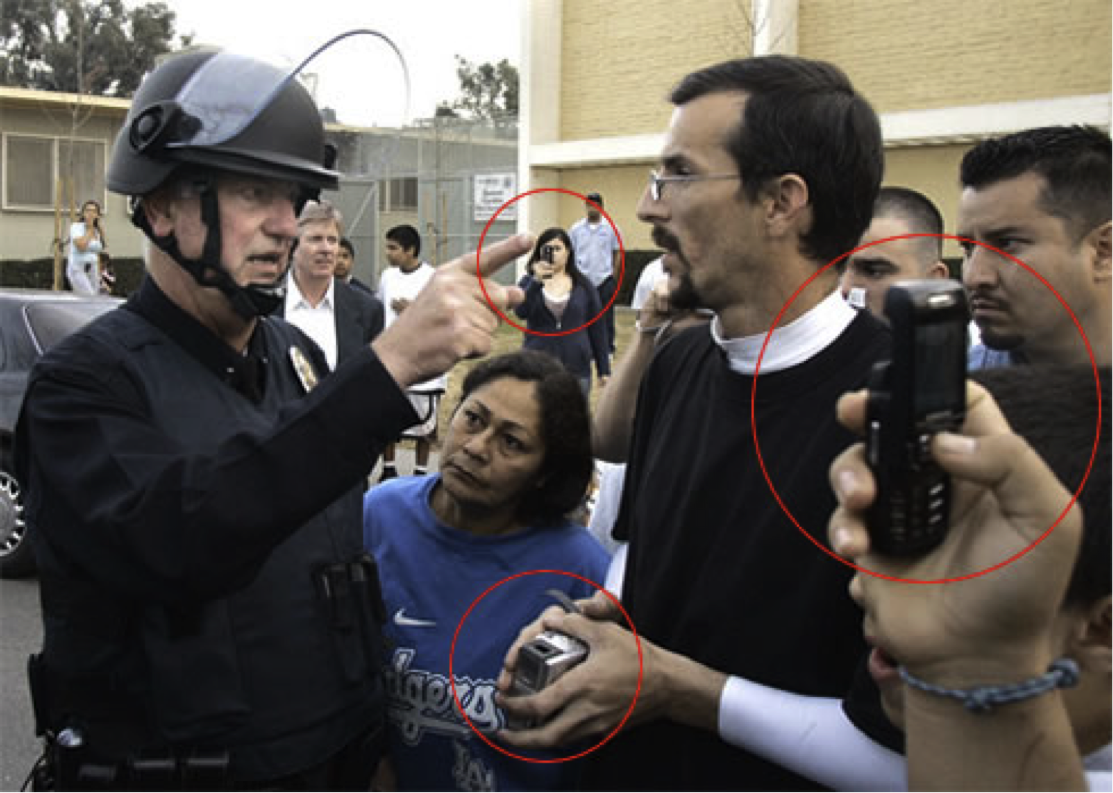
De interventie door een politieagent wordt vastgelegd met kleine camera's.

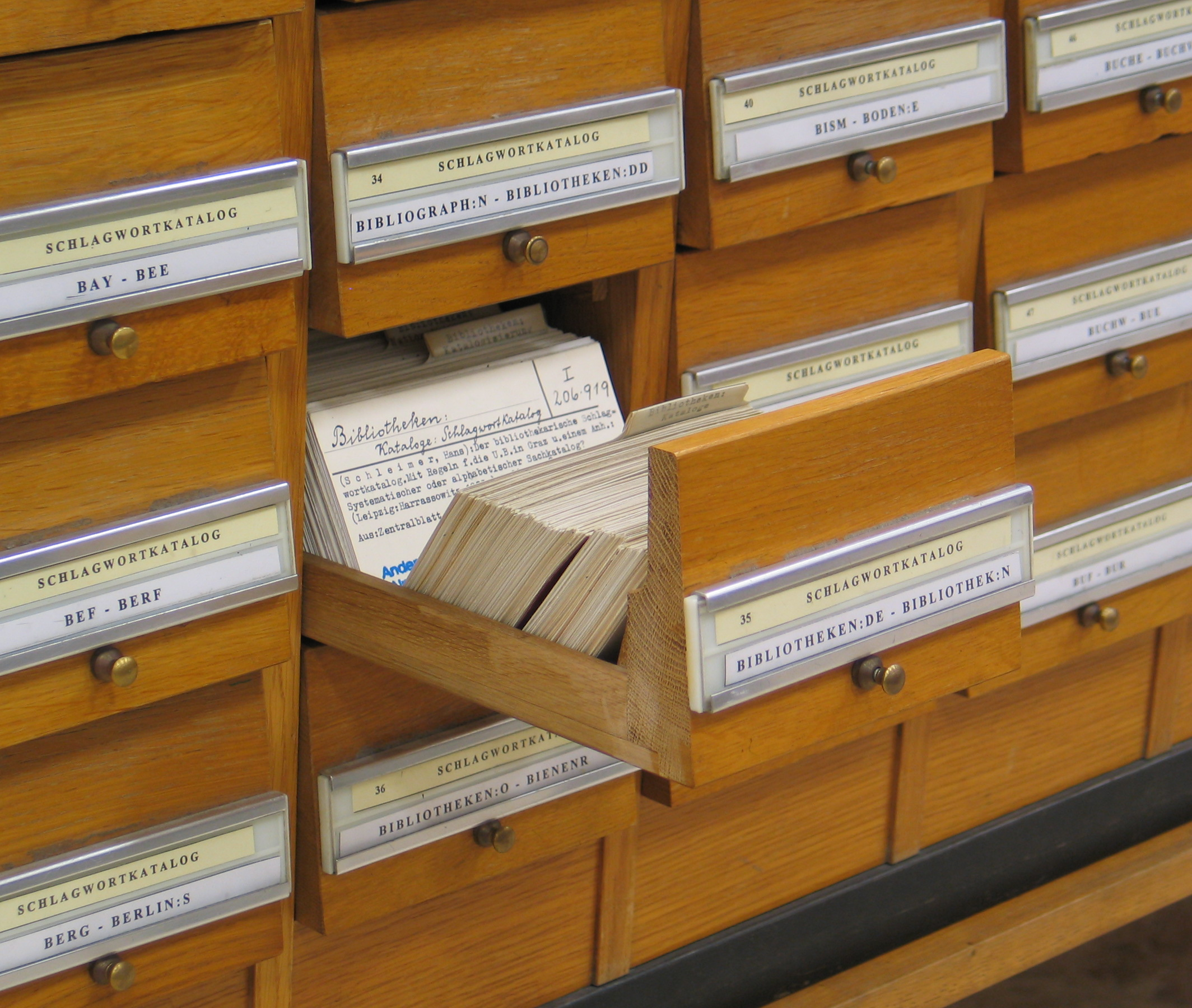
Informatie ontsluiten via archieven bevordert de vrije nieuwsgaring.

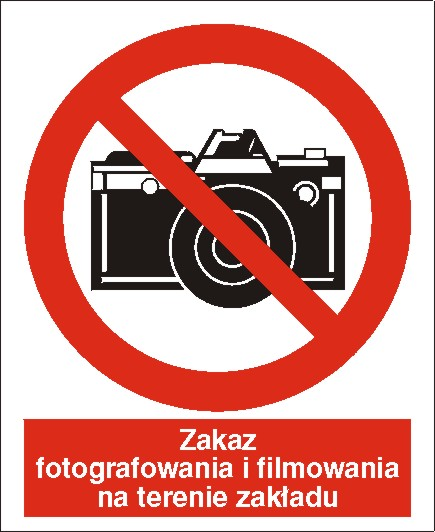
Inperking van de vrije nieuwsgaring: een Poolse fabriek verbiedt het fotograferen en filmen.

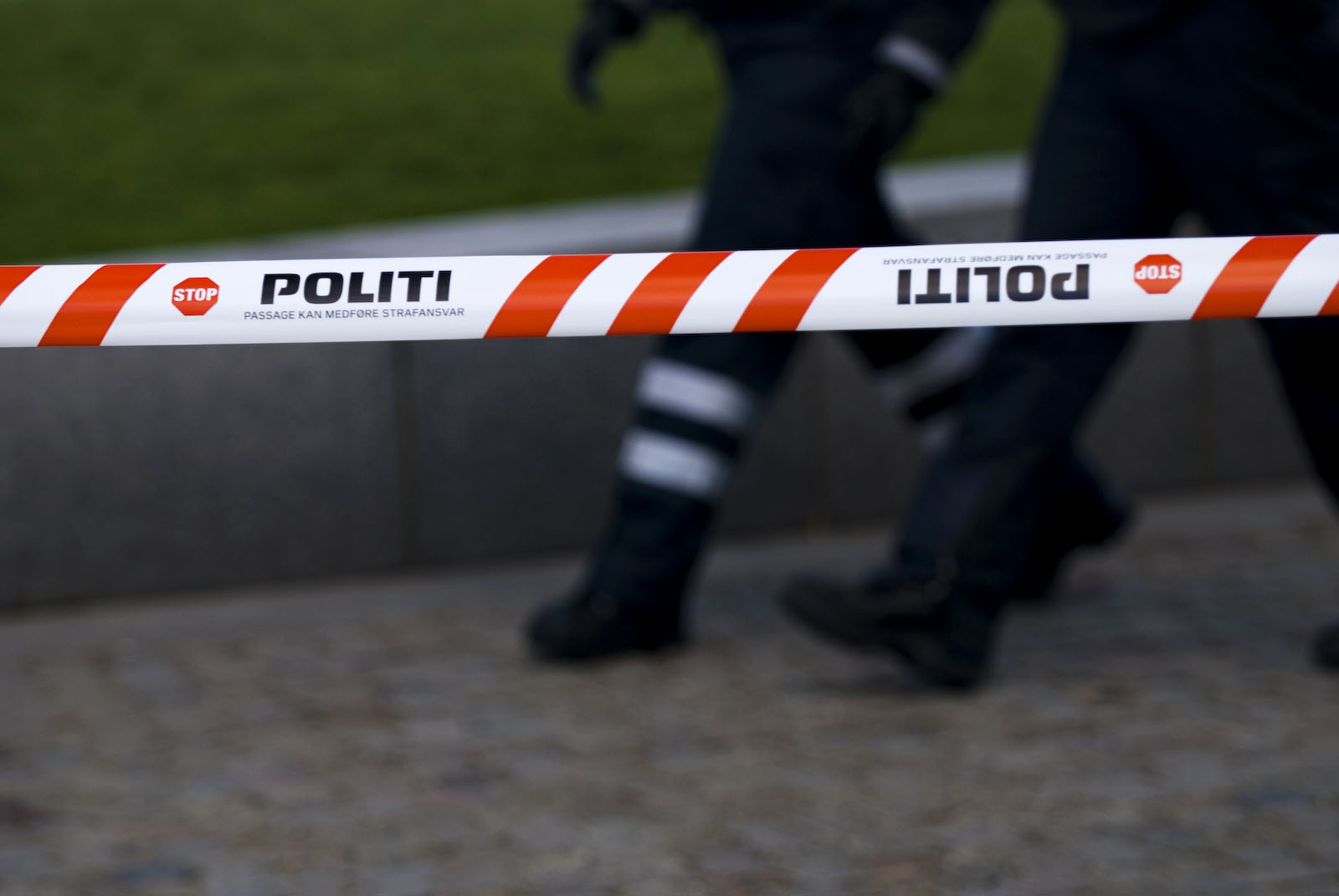
De Nationale ombudsman heeft uitgesproken dat alleen in uitzonderlijke gevallen de Nederlandse politie journalisten de toegang mag ontzeggen tot een door haar afgezet terrein.

Het begrip vrije nieuwsgaring wordt doorgaans gebruikt om aan te geven dat journalisten het recht hebben om nieuws – of algemener: informatie – te verzamelen, zonder inmenging van wie dan ook. De vrijheid van nieuwsgaring komt echter niet alleen de pers toe: het is (althans in Nederland) een recht van iedere burger "om inlichtingen en denkbeelden te ontvangen en te garen zonder inmenging van enig openbaar gezag en ongeacht grenzen".

## Verzamelen versus verspreiden
Het verzamelen ("garen") van informatie moet worden onderscheiden van de rechtmatige verspreiding ervan. Hiervoor gelden soms strenge regels, bijvoorbeeld in verband met privacy en auteursrechten. De controle op de rechtmatigheid van een uiting vindt op grond van de vrijheid van meningsuiting hooguit achteraf plaats. Een afgeluisterd gesprek, een onder valse voorwendsels aan iemand ontfutselde familiefoto, de identiteit van een dader, verdachte of slachtoffer, de pincode van iemands bankrekening, een staatsgeheim of de receptuur van een bereiding mag normaliter niet zonder beperkingen worden gepubliceerd. Bij het openbaarmaken van illegaal verkregen informatie kan sprake zijn van heling. Er kan ook sprake zijn van strafbare belediging of smaad. Dit artikel beperkt zich hierna tot het verzamelen c.q. vergaren van informatie. Journalisten maken soms aanspraak op een ruimere vrijheid van nieuwsgaring wanneer zij onder bijzondere omstandigheden onwettige handelingen moesten plegen om voor de samenleving belangrijke feiten te verzamelen.

## Passief en actief vergaren
Met vrije nieuwsgaring wordt meestal gedoeld op het actief verwerven van informatie. Er is ook een meer passieve vorm van informatievergaring denkbaar zoals de vrijheid om boeken te lenen bij een bibliotheek, een abonnement te nemen op een krant naar keuze, om de beschikbare radio- en televisiezenders ongestoord te kunnen ontvangen en om naar believen te kunnen surfen op het internet. In de context van het begrip vrije nieuwsgaring gaat het om een actieve ontvanger: een burger of journalist die niet alleen informatie consumeert, maar meestal ook met het oog op het zelf produceren of vermenigvuldigen van informatie.

## Juridische aspecten
Het uitoefenen van het nieuwsgaringsrecht is elementair voor journalisten om hun berichtgevingstaak in volle vrijheid te kunnen vervullen. In Nederland heeft de overheid zelfs niet het recht om een journalist of burger te vragen waarom hij of zij bepaalde informatie opvraagt (voor de vlotte afhandeling van een informatieverzoek kan dit echter wel helpen). Daarbij een beroep doen op de Wet openbaarheid van bestuur kan indruk maken, maar strikt genomen is het niet nodig om de 'Wob' expliciet aan te halen: het enkele feit dat een vraag naar bestuurlijke informatie wordt gesteld hoort voldoende te zijn om de overheid aan haar informatieplicht te herinneren en – alleen in uitzonderingsgevallen – ook aan haar wettelijke plicht om bepaalde informatie te weigeren. Wordt een informatieverzoek (deels) geweigerd, dan moet de weigering altijd met redenen omkleed zijn. Bij bestuurlijke informatie moet elke weigering schriftelijk worden gemotiveerd, zodra de burger er om gevraagd wordt.
Voldoende geïnformeerd zijn is ook essentieel voor de realisatie van burgerrechten zoals het stemrecht. Vrije nieuwsgaring omvat onder meer het recht om door een bestuursorgaan serieus genomen te worden bij het verkrijgen van informatie. Het recht veronderstelt ook dat elk bestuursorgaan binnen de grenzen van de redelijkheid en binnen een redelijke termijn adequaat meewerkt aan het verstrekken van informatie over de onderwerpen die onder zijn verantwoordelijkheid vallen. Het is aan de rechter om deze redelijkheid te bepalen en aan de ombudsman om zich uit te spreken over de behoorlijkheid van een bestuurlijke gedraging.

## Filmen in het openbaar
Filmen met een mobiele camera van en vanuit publiek toegankelijke plaatsen is in Nederland niet verboden. Het is een overtreding om stiekem met een aangebrachte (vaststaande) camera een publieke ruimte te filmen op basis van art.441b Sr. Het is een misdrijf om stiekem te filmen met een mobiele camera op niet publiek toegankelijke plaatsen maar die wel de schijn hebben van een publiek toegankelijke plaats zoals een pashokje, kleedkamer, douche bij de sportclub of de zonnebank op basis van art.139f. Of iets publiek toegankelijk is, kan in beginsel beantwoord worden met de vraag of het de bedoeling is dat iedereen er naar binnen zou kunnen lopen. Hier valt waarschijnlijk een bioscoop of een winkel wel onder, maar niet een bezet wc-hok in de bioscoop of een school. Het is ook een overtreding om een persoon, nadat de persoon zich hier uitdrukkelijk tegen heeft verzet, in je eentje in de beweging te belemmeren of met anderen de persoon blijft volgen of jezelf blijft opdringen op basis van art.426 bis Sr, of dit nou met of zonder camera is. Ter uitleg; uit de wetsgeschiedenis van art.426 bis Sr welke afkomstig is uit 1903, werden werkwilligen door stakers gevolgd, uitgelachen en gekke bekken naar getrokken, waarvoor de wetgever een mogelijkheid wou creëren om daartegen op te kunnen treden. Ook is er het misdrijf van wederrechtelijk stelselmatig (meerdere keren) en opzettelijk inbreuk maken op iemand zijn persoonlijke levenssfeer (zoals filmen) met als doel om het slachtoffer iets te laten doen/nalaten of angst aan te jagen. Denk hierbij aan een ex die elke ochtend voor je deur op je staat te wachten, met als doel om de relatie weer aan te maken, maar verander dan het wachten met filmen. In het kort: film alleen publiek toegankelijke plaatsen, belemmer geen mensen in hun bewegingsvrijheid en doe het niet stelselmatig bij dezelfde mensen die je iets wil laten doen/nalaten.

## Filmen van hulpverleners
Hulpverleners worden op twee manieren beschermd in hun werk. Zo is het een overtreding als je hulpverleners, na hun verzoek om er mee op te houden, in je eentje de hulpverleners in hun beweging belemmert of, in vereniging met anderen, hun blijft volgen of jezelf blijft opdringen op basis van art.426 ter Sr , ongeacht of je filmt of niet. Ook is het een misdrijf om, wanneer hulpverleners in de rechtmatige uitoefening van hun werk bezig zijn, opschudding te veroorzaken en zich, na hun verzoek om je te verwijderen, je je niet verwijdert op basis van art.185 Sr. Opschudding veroorzaken wordt in een arrest van de Hoge Raad uitgelegd met de voorbeelden: fysiek in de weg lopen, schelden en dicht op de hulpverlener gaan staan. De vrijheid van nieuwsgaring en art.185 Sr zullen, door de rechter, met elkaar worden afgewogen.

## Publicatie van film
Het publiceren van op legale wijze gefilmde publiek toegankelijke plaatsen door burgers is in Nederland niet strafbaar. Het kan wel civielrechtelijk vervolgd worden door middel van een schadevergoeding, en kan de rechter zelfs een verbod op de publicatie ervan opleggen. Hierbij moet je denken aan de situatie dat een persoon valselijk wordt beschuldigd van het zijn van een dierenbeul of het verrichten van grensoverschrijdend gedrag. Hierbij zullen de belangen tussen de vrijheid van meningsuiting en de al geleden/te verwachten schade met elkaar worden afgewogen. Het filmen/publicatie ervan wordt ook civielrechtelijk anders wanneer dit niet wordt gedaan vanuit een zuiver persoonlijke activiteit, men krijgt dan namelijk te maken met de algemene verordening gegevensbescherming. Zo hebben overheidsinstanties, bedrijven en personen die voor commerciële doeleinden filmen vaak wel de goedkeuring van burgers nodig, of anders zullen de burgers op basis van de AVG een schadevergoeding kunnen claimen, of op basis van het portretrecht of auteursrecht (een gedeelte van) de winst opeisen of zich tegen de publicatie ervan kunnen verzetten. Overheidsinstanties, bedrijven en journalisten hebben daarnaast ook vaak hun eigen interne regels, zoals de gedragscode bij de Nederlandse Vereniging van Journalisten, die voorschrijven hoe en op welke manier ze het publiek moeten benaderen. Strafbaar is het in ieder geval niet. Tot slot is het de politie en veiligheidsdiensten, onder toezicht en met toestemming van de officier van justitie, wel toegestaan om stiekem en stelselmatig een verdachte te mogen filmen.

## Geen grondrecht
Het recht van burgers op vrije nieuwsgaring is niet als zodanig opgenomen in de zogeheten grondrechten die aan het begin van de Nederlandse Grondwet zijn opgesomd, maar er is wel een relatie met de vrijheid van meningsuiting. Die is verankerd in artikel 10 EVRM, artikel 19 IVBPR, artikel 7 Nederlandse Grondwet en artikelen 19 en 25 Belgische Grondwet. Aan het vormen en uiten van een mening gaat idealiter het verzamelen van basisinformatie vooraf. Het recht kan ook in verband worden gebracht met de plicht van de overheid tot het betrachten van openheid en openbaarheid dat verderop in de Nederlandse Grondwet staat, pas in artikel 110. Openbaarheid is hier geen recht van de burger, maar een plicht van de overheid. De Vereniging voor Klachtrecht noemt het recht op vrije nieuwsgaring een behoorlijkheidsnorm waaraan het overheidsoptreden moet voldoen. In België is openbaarheid van bestuur wel een recht van de burger, aldus artikel 32 van de Grondwet.
De algemene opvatting (waarnaar ook de Nederlandse Nationale ombudsman verwijst) is dat iedere burger en dus ook een journalist het recht heeft om ongehinderd inlichtingen in te winnen en te ontvangen over zaken van welke aard dan ook, waarover zij, op welke grond dan ook, ten behoeve van de informatievoorziening door de nieuwsmedia meer te weten willen komen. Het recht van vrije nieuwsgaring betekent onder meer dat een journalist binnen de grenzen van de redelijkheid en binnen redelijke termijn antwoord krijgt op vragen die hij aan de overheid stelt over een bepaalde beleidsaangelegenheid. Na een klacht uit 2005 van een journaliste dat zij niet correct was geïnformeerd, oordeelde de Nationale ombudsman in 2007 dat het geven van antwoord des te meer geldt voor een overheidsorgaan met een speciale dienst voor voorlichting en communicatie: "Adequate persvoorlichting is een uit de vrijheid van nieuwsgaring voortvloeiende positieve verplichting van de overheid."

## Beschermen en faciliteren van journalisten
De algemene regel is dat de overheid zich moet onthouden van inmenging om de vrije nieuwsgaring niet te frustreren. Maar er bestaat naast deze passieve rol ook een proactieve zorgplicht om de vrije nieuwsgaring te faciliteren. Uitingen hiervan zijn het ontsluiten van archieven, de inrichting van perstribunes in rechtszalen en parlementsgebouwen, speciale communicatieverbindingen, het verstrekken van toegangspasjes, het versturen van uitnodigingen aan geaccrediteerde journalisten, de organisatie van persconferenties, het beschikbaar stellen van vergaderstukken en persberichten, er zijn vaak speciale bereikbaarheidsregelingen, journalisten ontvangen vrijkaartjes en recensie-exemplaren van publicaties en soms wordt informatie (bijvoorbeeld de tekst van een toespraak) onder embargo verstrekt opdat de media zich beter kunnen voorbereiden op een gebeurtenis. In bijzondere gevallen wordt ook de persoonlijke veiligheid van journalisten bevorderd door bescherming te bieden, bijvoorbeeld aan oorlogsverslaggevers en journalisten in conflictgebieden. In de praktijk doen zich in Nederland en België nog geregeld incidenten voor waarbij bijvoorbeeld politie- of bewakingspersoneel het functioneren van fotojournalisten frustreert. Het omgekeerde komt ook voor: bij de officiële installatie van het Nederlandse kabinet Rutte-Asscher werd de eedaflegging opnieuw gedaan omdat niet alle tv-zenders al in de lucht waren. Als de conventies van de pers het gedrag van actoren in het nieuws gaan beïnvloeden, is er sprake van medialogica.